# Peter Rothe
Pour les articles homonymes, voir Rothe.
Peter Rothe (né le 5 octobre 1935 à Altenbourg) est un chef décorateur allemand.

## Biographie
Peter Rothe se forme auprès de Wolf Hochheim au théâtre de Dessau dans les années 1950 puis part à Dresde pour travailler comme scénographe à la Staatsoperette Dresden.
Le 1er août 1961, quelques jours avant la construction du mur de Berlin, Rothe quitte la RDA pour la République fédérale et s'installe d'abord à Stuttgart. Il organise entre autres des spectacles de cabaret au Renitenztheater. Après une escale à Graz, Rothe vient à Munich. Il travaille avec Walter Dörfler sur plusieurs pièces de théâtre pour la télévision et devient l'assistant du chef décorateur Franz Bi.
En 1966, Peter Rothe est promu architecte en chef. Il conçoit les décorations du film Les Amours de Lady Hamilton par le Français Christian-Jaque. À partir de 1970, Rothe est principalement actif dans les films érotiques de Rapid-Film, la société de Wolf C. Hartwig ; de 1971 à 1974, il fournit la plupart des films de la série Schulmädchen-Report et d'autres films de pornographie soft produits à bas prix.
Il ne peut superviser qu'occasionnellement des films de cinéma de grande production : en 1977, Rothe se voit confier la conception des décors de C'est mon gigolo de David Hemmings. En 1983, il crée les décorations allemandes pour la production américaine Moscou à New York de Paul Mazursky à Munich.
À la fin des années 1970 et au début des années 1980, Rothe s'occupe principalement d'équiper des émissions de télévision (par exemple, Verstehen Sie Spaß? et Die Pyramide). Après le téléfilm La Maison de verre en 1994, Rothe ne reçoit aucune autre commande de la télévision ou du cinéma.

## Filmographie
- 1966 : Ça casse à Caracas
- 1966 : Coup de gong à Hong Kong
- 1968 : La Tour de Nesle
- 1968 : Les Amours de Lady Hamilton
- 1969 : Die jungen Tiger von Hongkong (de)
- 1970 : Une pucelle en or (de)
- 1971 : Que font ces dames quand leurs maris bossent ? (de)
- 1971 : Piège pour un évadé (de)
- 1972 : Les Provocatrices (de)
- 1972 : Bacchanales érotiques (de)
- 1972 : Mädchen, die nach München kommen (de)
- 1973 : Une Chinoise aux nerfs d'acier
- 1973 : Chaleurs profondes
- 1973 : Les Contes galants du trou de la serrure (de)
- 1973 : Libres Jouissances (de)
- 1973 : Lolita super sexy (de)
- 1973 : Les Indécentes (de)
- 1974 : Wenn die prallen Möpse hüpfen (de)
- 1974 : Schulmädchen-Report. 7. Teil: Doch das Herz muß dabei sein (de)
- 1974 : Der Jäger von Fall (de)
- 1974 : Chaleurs humides (de)
- 1974 : Magdalena la sexorcisée (de)
- 1975 : Attachez vos ceintures (de)
- 1977 : Jeux d'amour au collège (de)
- 1977 : Frauenstation
- 1977 : C'est à vous tout ça ? (de)
- 1978 : Lady Dracula
- 1978 : Der Mann im Schilf
- 1978 : C'est mon gigolo
- 1982 : La Jungle en folie (de)
- 1983 : La Cage aux filles (de)
- 1986 : Bitte laßt die Blumen leben

## Source de traduction
- (de) Cet article est partiellement ou en totalité issu de l’article de Wikipédia en allemand intitulé « Peter Rothe (Filmarchitekt) » (voir la liste des auteurs).